# Eriocaulon sollyanum
Eriocaulon sollyanum är en gräsväxtart som beskrevs av John Forbes Royle. Eriocaulon sollyanum ingår i släktet Eriocaulon och familjen Eriocaulaceae. Inga underarter finns listade i Catalogue of Life.